# Gostaresz Fulad
Gostaresh Foulad Tabriz Football Club (pers. باشگاه فوتبال گسترش فولاد تبریز) – irański klub piłkarski, grający w Iran Pro League, mający siedzibę w mieście Tebriz.

## Stadion
Domowe mecze klub rozgrywa na stadionie o nazwie Bonyan Diesel Stadium, leżącym w mieście Tebriz. Stadion może pomieścić 12000 widzów.